# Wesley Jonathan
Pour les articles homonymes, voir Jonathan.
Wesley Jonathan Waples (né le 18 octobre 1978) à Los Angeles, Californie, est un acteur américain.

## Biographie
Wesley Jonathan né à Los Angeles a passé une partie de son enfance en Allemagne, de retour aux États-Unis, à ses dix ans, il commence sa carrière d'acteur en obtenant un petit rôle dans la série 21 Jump Street.
Il joue dans différents films et séries télévisées et il est notamment connu pour ses rôles de Gary Thorpe dans la série télévisée Ce que j'aime chez toi (What I Like About You) (2002-2006) et celui de Fletcher Emmanuel "Stamps" Ballentine dans la série The Soul Man (2012-), , , .
Il est également considéré comme l'un des acteurs les plus élégants et des plus sexy.

## Filmographie

### Cinéma
- 1995 : Panther, Bobby Hutton
- 2002 : Storm Watch, Ravi
- 2002 : Scream at the Sound of the Beep, Arsenio
- 2003 : Baadasssss !, Panther
- 2003 : The United States of Leland, Bengel
- 2005 : Roll Bounce, Sweetness
- 2006 : Cross Over, Noah Cruise
- 2007 : Divine Intervention, Révérend Robert Gibbs
- 2007 : National Lampoon's Bag Boy, Alonzo Ford
- 2008 : Cuttin' Da Mustard, Tyree
- 2009 : B-Girl, Carlos
- 2009 : Steppin: The Movie, Terence Lawerson
- 2010, Speed-Dating, Too Cool[10]

- 2012 : Dysfunctional Friends, Brett
- 2013 : Make Your Move 3D, Nick
- 2014 : Lap Dance, Lui-même
- 2018 : A Boy. A Girl. A Dream. (en), lui-même
- 2019 : I Left My Girlfriend for Regina Jones, John Mr. MVP

### Télévision (sélection)
- 1990 : 21 Jump Street, Kelly
- 1990-1991 : Get a Life, Eddie,
- 1991 : Alerte à Malibu (Baywatch), Jordan
- 1992 : A Different World, South Central Looter #3
- 1993-1994 : Thea, Riddick
- 1994-1996 : Sister, Sister, Michael et Pico
- 1995 : Misery Loves Company, Conner
- 1995 : Boy Meets World, T.J
- 1996 : Moesha, Norman
- 1996 : Minor Adjustments (en), Henry
- 1996 : Promised Land, Brandon
- 1996 : NewsRadio, Kid#1
- 1997 : The Practice, David Piper
- 1997 : Smart Guy, Tyler
- 1998 : The Parent 'Hood (en), Shake
- 1997-2001 : City Guys (en), Jamal Abdul Grant[11]
- 1998 : New York Police Blues, Orlando
- 1998 : USA High (en), Anthony
- 2001 : Boston Public, Tyronn Anderson
- 2001 : Felicity, Max
- 2003 : Greetings from Tucson, Saul
- 2002-2006 : Ce que j'aime chez toi , Gary Thorpe
- 2002 : Orage virtuel (Storm Watch), Ravi
- 2011-2014 : The Lebrons, Kid
- 2012-2016 : The Soul Man, "Stamps" Ballentine
- 2015 : Whitney, Babyface
- 2018 : Monogamy, Carson
- 2018 : The Rookie: le flic de Los Angeles, Prius Owner